# Leucospermum parile
Leucospermum parile  es una especie de arbusto   perteneciente a la familia  Proteaceae. Es originaria de Sudáfrica.

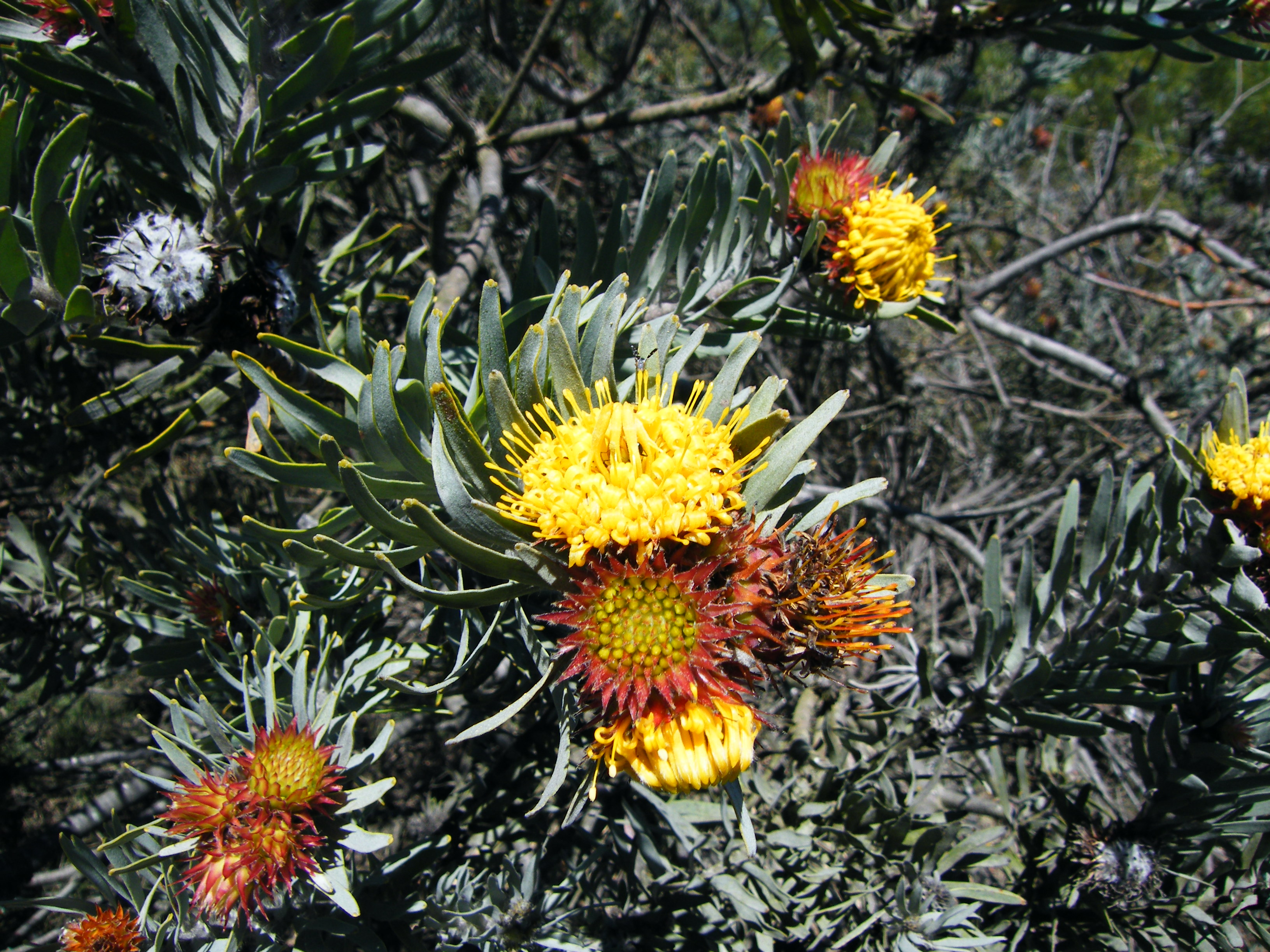
Detalle de la flor

## Descripción
Leucospermum parile es un pequeño arbusto que alcanza un tamaño de 100 a 150 cm de altura, con tallo simple, ramas pubescentes; las hojas oblongas u oblongo-lanceoladas, con ápice obtuso, un poco estrechas en la base, coriáceas, a veces  nervada en 3-5, con finas vellosidades. Las inflorescencias sésiles con brácteas involucrales  ovadas o lanceoladas, acuminadas aguda.

## Taxonomía
Leucospermum parile fue descrita por  Edwin Percy Phillips y publicado en Hortus suburbanus Londinensis 21. 1818.
Etimología
El género Leucospermum deriva de las palabras griegas leukos que significa blanco, y de spermum =  semilla, en referencia a las semillas blancas o de color claro de muchas especies. Las semillas de Leucospermum son en realidad de color negro, pero están recubiertas con una piel blanca carnosa (eleosoma).